# Ураган (теленовела)
„Ураган“ (на испански: Huracán) е мексиканска теленовела, режисирана от Алехандро Камачо, Салвадор Санчес и Клаудио Рейес Рубио, създадена и продуцирана от Ребека Джонс и Алехандро Камачо за Телевиса през 1997 – 1998 г.
В главните роли са Анхелика Ривера и Едуардо Паломо, а в отрицателните – Алексис Аяла, Мая Мишалска, Пилар Пелисер и Хорхе Русек.

## Сюжет
Внимание:  Текстът по-долу разкрива сюжета на произведението (или части от него)!
В красивото пристанище Масатлан, Елена и Улисес се кълнат във вечна любов, гравирайки имената си на скала на морето, но двамата не подозират, че поради грешка на младостта – съдбата ще промени драстично живота им.
Изминават девет години, Елена се превръща в известен морски биолог, а Улисес – в моряк с голяма физическа сила и закоравяло сърце, изпълнено с ненавист към обществото, което го заклеймява като престъпник.
Голямата любов, която Елена и Улисес изпитват към морето, неизбежно ще ги срещне отново. Двамата откриват, че търговският център, собственост на Нестор Виляреал, богат и деспотичен бизнесмен, сериозно замърсява водите на залива, засягащ риболовната общност.
В борбата участват и децата на Нестор Виляреал – Раймундо Виляреал, който като баща си е безкрупулен човек, а също и страхливец и запален комарджия, но на пръв поглед изглеждаш като примерен човек, чиято единствена цел е да отнеме любовта, която изпитва Елена към Улисес, и Телма Виляреал – лекомислена и капризна жена, която иска да спечели любовта на Улисес на всяка цена, въпреки че е омъжена и има дъщеря.
Раймундо включва Улисес в обир, за да изплати дълговете си от хазарт, с единствената цел да отдели Елена от него, тъй като Улисес, макар и невинен, е осъден и пратен в затвора.
Елена и Улисес са „уловени“ от ураган от предателство, корупция и омраза, с които трябва да се справят, за да изгрее отново слънцето след преминаващата буря.

## Актьори
Част от актьорския състав:
- Анхелика Ривера – Елена Роблес
- Едуардо Паломо – Улисес Медина
- Алексис Аяла – Раймундо Виляреал
- Мая Мишалска – Телма Виляреал де Варгаслуго
- Хорхе Русек – Дон Нестор Виляреал
- Алехандра Барос – Росио Медина
- Алехандро Ибара – Сантяго Виляреал
- Ерик дел Кастийо – Фернан Варгаслуго
- Беатрис Агире – Доня Ирасема Варгаслуго
- Адриана Роел – Есперанса Ибарола де Виляреал
- Луис Кутуриер – Гиермо Медина
- Силвия Паскел – Каридад Салватиера де Медина
- Аарон Ернан – Дон Леонардо Роблес
- Норма Ерера – Алфонсина Тавиани де Роблес
- Пилар Пелисер – Ада Варгаслуго
- Ивет Проал – Лариса Варгаслуго
- Ектор Крус – Лобато Рамирес Виляреал
- Лудвика Палета – Норма Варгаслуго
- Оскар Морели – Дон Мариано Медина
- Алехандра Прокуна – Деянира
- Шерлин – Даниела Варгаслуго Виляреал
- Игнасио Гуадалупе – Конрадо
- Дулсе Мария – Росио Медина (дете)
- Ерик Санчес – Еухенио Варгаслуго (дете)
- Даниел Абив – Сантяго Виляреал (дете)

## Премиера
Премиерата на Ураган е на 13 октомври 1997 г. по Canal de las Estrellas. Последният 120-и епизод е излъчен на 27 март 1998 г.

## Награди и номинации
Награди El Heraldo de México
| Година | Категория         | Номинация       | Резултат   |
| ------ | ----------------- | --------------- | ---------- |
| 1998   | Най-добра актриса | Анхелика Ривера | Номинирана |

Награди Diosa de Plata
| Година | Категория                           | Номинация    | Резултат |
| ------ | ----------------------------------- | ------------ | -------- |
| 1998   | Най-добра актриса в поддържаща роля | Мая Мишалска | Печели   |